# Amtsgericht Achim

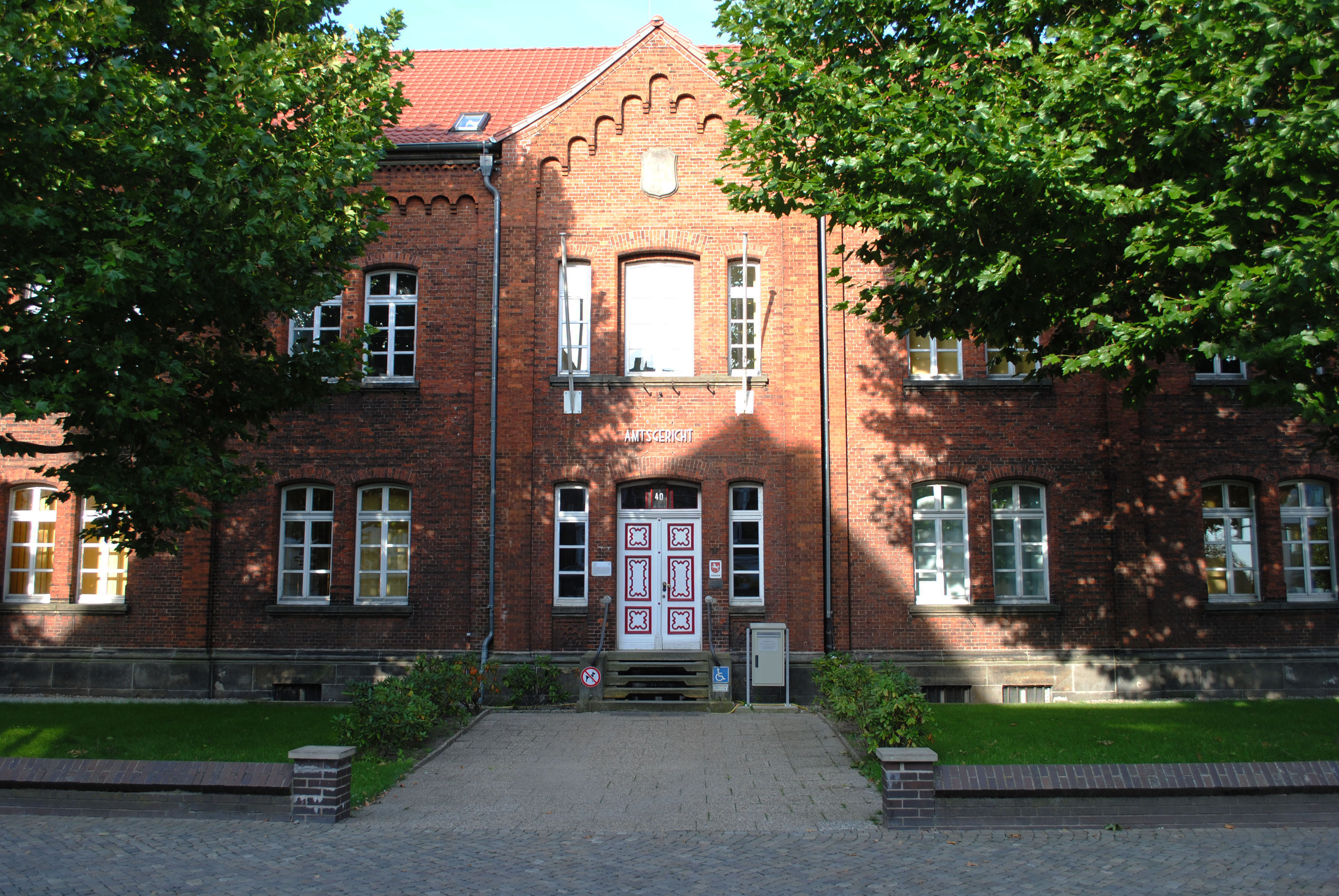
Denkmalgeschütztes Gebäude des Amtsgerichts in der Obernstraße

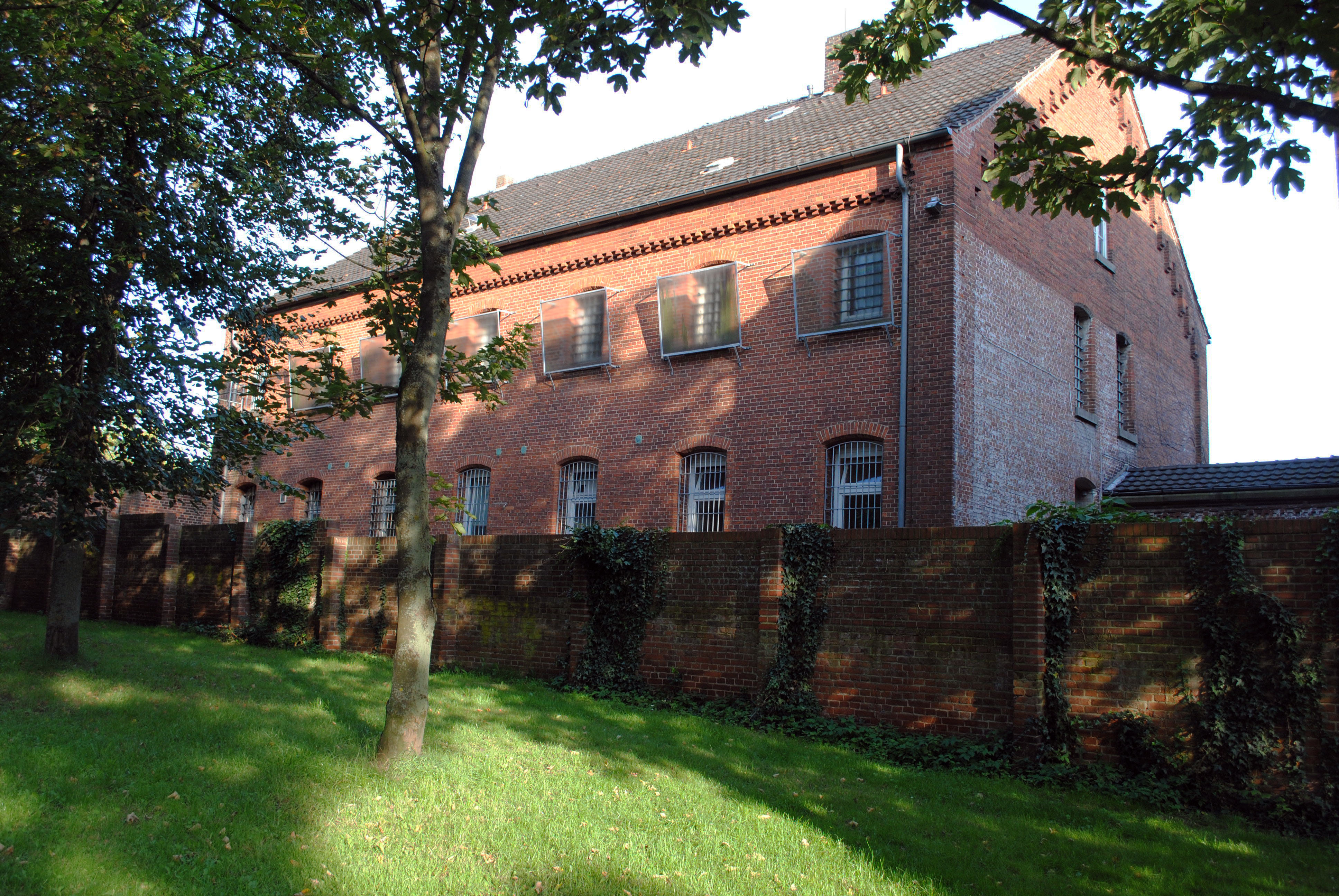
Nicht mehr genutztes Gefängnisgebäude von der Westseite

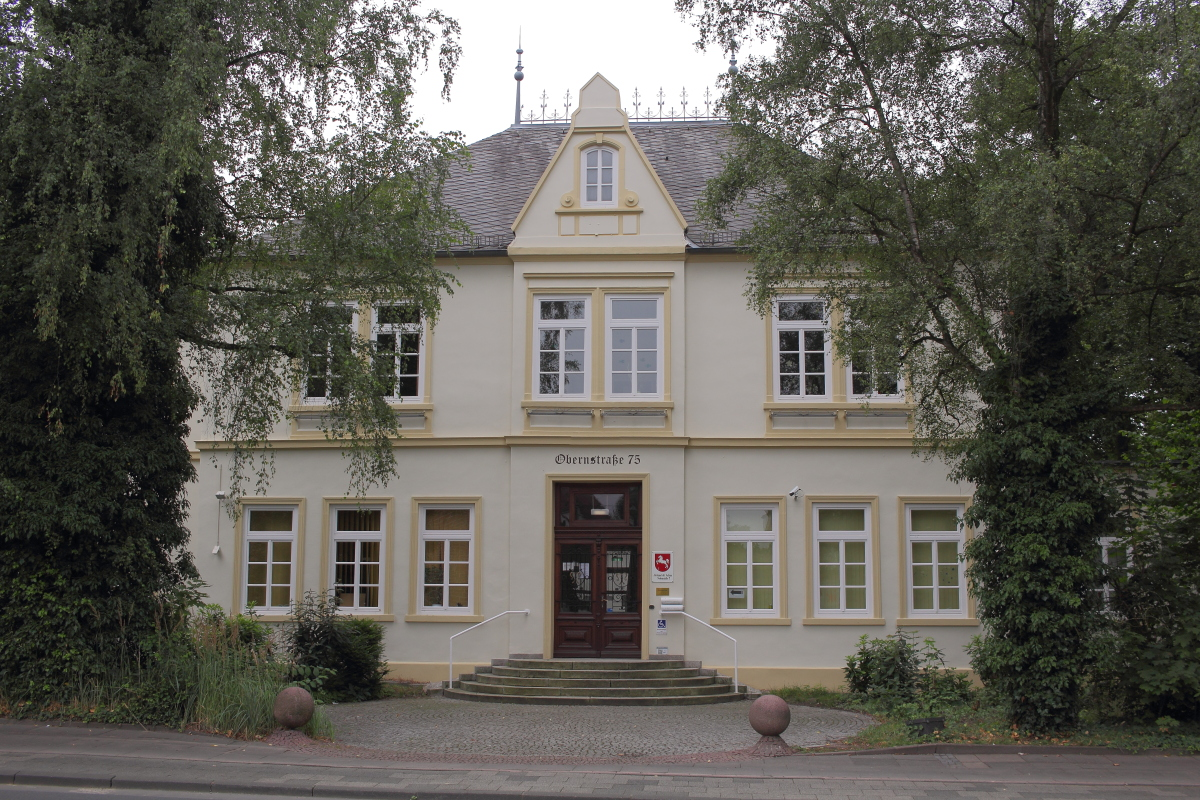
Seit 1993 Nebenstelle in der Obernstraße 75

Das Amtsgericht Achim ist eines von zehn Amtsgerichten im Bezirk des Landgerichts Verden. Es hat seinen Sitz in Achim in Niedersachsen.
Zuständig ist das Amtsgericht Achim für die Gemeinden Achim, Riede, Oyten, Ottersberg, Emtinghausen, Thedinghausen und Blender.
Ihm ist das Landgericht Verden übergeordnet. Zuständiges Oberlandesgericht ist das Oberlandesgericht Celle.
Seit dem 1. August 2005 ist das Amtsgericht Walsrode für die Führung des Handels-, des Genossenschafts- und des Vereinsregisters im Landgerichtsbezirk Verden ausschließlich zuständig. Das Partnerschaftsregister wird seit dem 1. August 2005 zentral bei dem Amtsgericht Hannover geführt.

## Geschichte
Nach der Revolution von 1848 wurde im Königreich Hannover die Rechtsprechung von der Verwaltung getrennt und die Patrimonialgerichtsbarkeit abgeschafft.
Das Amtsgericht wurde daraufhin mit der Verordnung vom 7. August 1852 die Bildung der Amtsgerichte und unteren Verwaltungsbehörden betreffend als königlich hannoversches Amtsgericht gegründet.
Es umfasste das Amt Achim.
Das Amtsgericht war dem Obergericht Verden untergeordnet. Mit der Annexion Hannovers durch Preußen wurde es zu einem preußischen Amtsgericht in der Provinz Hannover. Das Amtsgericht war 1852 bis 1879 auch Weserzollgericht.
Im Rahmen der Verwaltungsreform 1859 wurde sein Gerichtsbezirk um Teile des aufgelösten Amtsgerichtes Ottersberg erweitert.